# デンマーク語の文法
デンマーク語の文法（デンマークごのぶんぽう）では、現代標準デンマーク語の文法を示す。デンマーク語は、スウェーデン語と同じく北ゲルマン語群の東スカンディナビア語群の１つであり、文法はスウェーデン語のそれとかなり似通っている。デンマーク語は、スウェーデン語と同じV2語順のSVO型の言語である。

## 文法範疇
現代標準デンマーク語においては、名詞の性は共性名詞と中性名詞の2つ、数も単数と複数の2つである。数が複数の時はその名詞の性に関係なく複数形をとる。しかし、デンマーク語の名詞の性は、名詞の語尾などから性が判別できない（子供：barn（中性）、息子：søn（共性））。人間と非人間は、疑問詞や代名詞単数では区別されるものの、代名詞複数では区別されない。また、名詞には可算名詞と不可算名詞がある。

## 名詞
デンマーク語の名詞は、限定・非限定（既知・未知)、格（共格・所有格）、数（単数・複数）に関して変化する。既知か未知かによって名詞を変化させる点が特徴的である。

## 代名詞
デンマーク語の代名詞は、主語が三人称単数の時、主語が人か物かと主語の性によって計4種の代名詞がある点が特徴的である。
|        | 格     | 1人称 | 2人称 | 3人称 | 3人称    | 3人称    | 3人称 |
| 男性   | 格     | 1人称 | 2人称 | 女性  | 共性の物 | 中性の物 |       |
| ------ | ------ | ----- | ----- | ----- | -------- | -------- | ----- |
| 単数   | 主格   | jeg   | du    | han   | hun      | den      | det   |
| 単数   | 目的格 | mig   | dig   | ham   | hende    | den      | det   |
| 単数   | 所有格 | -     | -     | hans  | hendes   | dens     | dets  |
| 複数   |        |       |       |       |          |          |       |
| 主格   | vi     | i     | de    | de    | de       | de       |       |
| 目的格 | os     | jer   | dem   | dem   | dem      | dem      |       |
| 所有格 | vores  | jeres | deres | deres | deres    | deres    |       |

## 動詞
動詞は、様々な用法が存在する。英語と異なっている点も多くある。
まずはじめに、デンマーク語の動詞には、「肯定文では、動詞は文頭から二番目の要素に必ずくる。」という文法上のルールがある。
デンマーク語の動詞には、人称変化が一切ないが、時制による変化は存在する。動詞の用法としては、
1.現在形で未来も表わす。
2.現在完了形「have + 過去分詞」は、時期・時間が未特定の過去も表現する
などがある。

## 形容詞
デンマーク語の形容詞は、修飾する名詞が既知か未知かによって変化する。これを、形容詞の呼応変化 という。

### 未知の場合
例：høj（(背の)高い）
- 共性名詞単数未知：ゼロ形（変化無し）
  - en mand（1人の男） - en høj mand（1人の背の高い男）
- 中性名詞単数未知：元の形に-tをつける
  - et hus（一軒の家） - et højt hus（一軒の高い家）
- 複数名詞未知：元の形に-eをつける
  - mænd（複数の男） - høje mænd（複数の背の高い男）
  - huse（複数の家） - høje huse（複数の高い家）

### 既知の場合
- 共性名詞単数既知：前にdenを置き、元の形に-eをつける
  - manden（その男）- den høje mand（背の高いその男）

- 中性名詞単数既知：前にdetを置き、元の形に-eをつける
  - huset（その家）- det høje hus（その高い家）

- 複数名詞既知：前にdeを置き、元の形に-eをつける
  - mændene (その男たち) - de høje mænd（背の高いその男たち）
  - husene (それらの家) - de høje huse（それらの高い家）

## 倒置
デンマーク語では、文中の主語以外の語を文頭に置くことによって、その語を強調することができる。しかし、その際には、先に述べたように動詞を文頭から二番目の要素にしなくてはならないので、主語と定形動詞が倒置する。
Jeg ser sommetider fjernsyn. (私は時々テレビを見る。)
Sommetider ser jeg fjernsyn. (時々、私はテレビを見る。)